# Toranosuke Takagi
Toranosuke Takagi, detto Tora (高木虎之介?, Takagi Toranosuke; Shizuoka, 12 febbraio 1974), è un ex pilota automobilistico giapponese.

## Carriera

### Gli inizi
Takagi fu fortemente influenzato da suo padre, un pilota di turismo. Nel 1980 iniziò la carriera nei kart, correndo la sua prima gara in un campionato ufficiale nel 1987. Dopo aver vinto molte gare nella All Japan National Kart A2 Series, Takagi concluse la sua carriera nei Kart nel 1991 e iniziò a correre nella Formula Toyota nel 1992. Nel 1993 corse nella Formula 3 giapponese, concludendo al 10º posto nella sua stagione di debutto.

### Formula 1

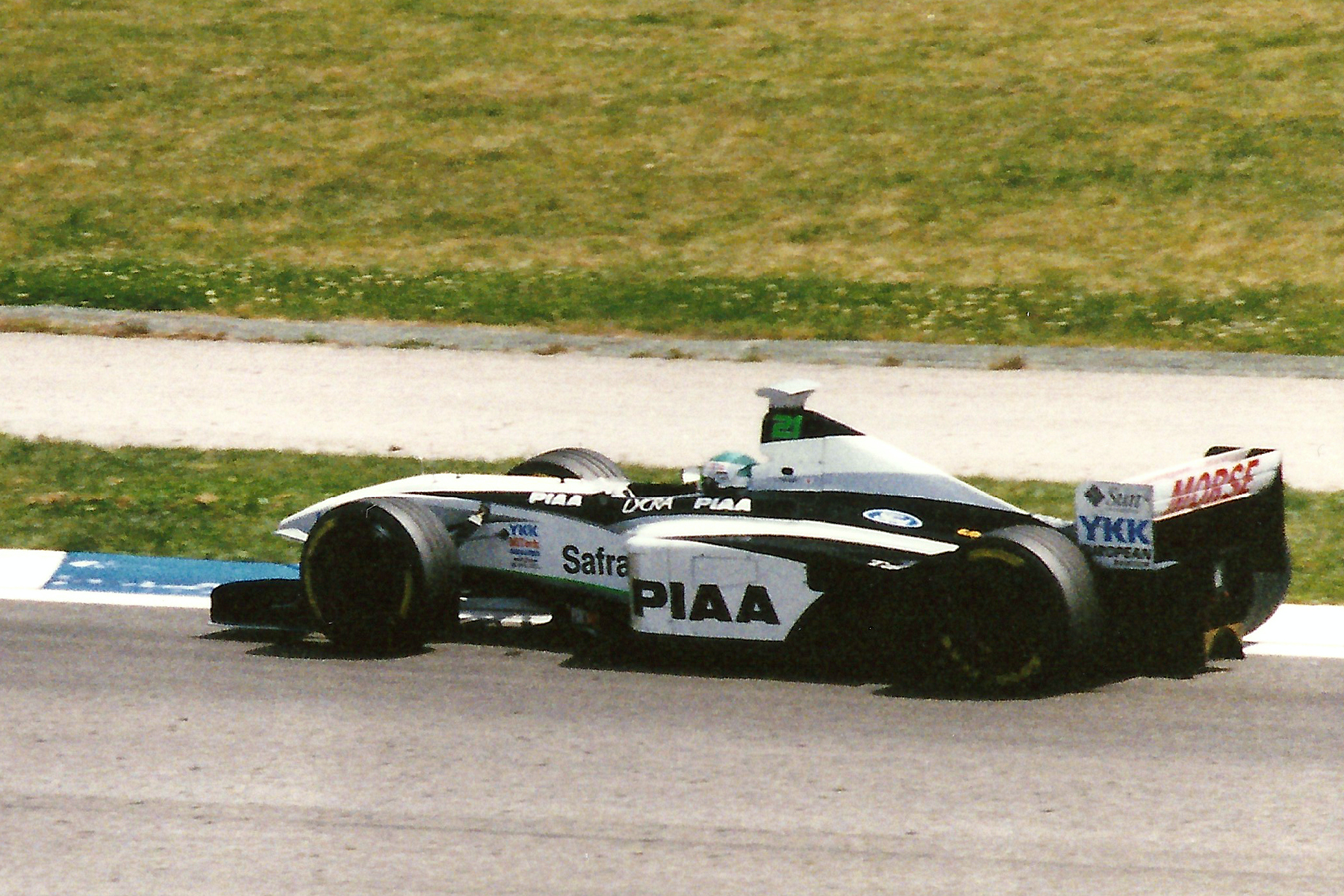
Takagi alla guida della Tyrrell nel Gran Premio di Spagna 1998.

Durante una gara del 1994 attirò l'attenzione di Satoru Nakajima, un ex pilota giapponese di Formula 1, che lo inserì come pilota alla Nakajima Racing per la stagione di Formula 3000. Egli si accasò nella scuderia dal 1995 finché venne scelto dalla Tyrrell, scuderia inglese di F1, come collaudatore per la stagione 1997. Grazie anche all’appoggio dello sponsor PIAA, fu scelto come pilota titolare per la stagione successiva (divenendo così il sesto pilota giapponese di sempre ad aver corso in F1), senza però ottenere risultati di rilievo. Dopo l'addio della Tyrrell alla Formula 1, Takagi si accasò alla Arrows, e la sua popolarità in Europa crebbe sensibilmente. Tuttavia, anche data la sua imperfetta padronanza della lingua inglese, Takagi ebbe difficoltà nel relazionarsi con la squadra e venne quindi spesso battuto dal compagno di squadra, il debuttante Pedro de la Rosa. Pertanto lasciò la massima serie automobilistica alla fine della stagione 1999.

### Dopo la Formula 1
Nel 2000, Takagi tornò alla Nakajima Racing, scuderia di Formula Nippon, facendo registrare 8 vittorie in 10 gare, la più brillante prestazione di un pilota nella categoria. Più tardi prese parte alla Champ Car accasandosi nella Walker Racing fra il 2001 e il 2002 ottenendo come miglior risultato un 4º posto a Houston (Texas). Si trasferì nella Indy Racing League nella Mo Nunn Racing, concludendo al 10º posto nel 2003. Durante l'anno, prese parte alla 500 miglia di Indianapolis, partendo al 7º posto e concludendo al 5º, pertanto gli venne consegnato il premio come esordiente dell'anno.
Dopo un'altra deludente stagione nelle IRL, Takagi ritornò in Giappone nel 2005 per correre ancora una volta nella Formula Nippon, prendendo una parte della proprietà della Cerumo correndo su una macchina col suo stesso nome. Takagi fu anche uno dei co-piloti della vettura n.38 della Toyota Supra Super GT, ove fu in lotta per il titolo insieme al compagno Yuji Tachikawa.

## Risultati completi in Formula 1
| 1998 | Scuderia | Vettura |     |     |    |     |    |    |     |     |   |     |    |    |     |   |    |     |  | Punti | Pos. |
| ---- | -------- | ------- | --- | --- | -- | --- | -- | -- | --- | --- | - | --- | -- | -- | --- | - | -- | --- |  | ----- | ---- |
| 1998 | Tyrrell  | 026     | Rit | Rit | 12 | Rit | 13 | 11 | Rit | Rit | 9 | Rit | 13 | 14 | Rit | 9 | 16 | Rit |  | 0     | 21º  |

| 1999 | Scuderia | Vettura |   |   |     |     |    |     |    |    |     |     |     |     |     |     |     |     |  | Punti | Pos. |
| ---- | -------- | ------- | - | - | --- | --- | -- | --- | -- | -- | --- | --- | --- | --- | --- | --- | --- | --- |  | ----- | ---- |
| 1999 | Arrows   | A20     | 7 | 8 | Rit | Rit | 12 | Rit | SQ | 16 | Rit | Rit | Rit | Rit | Rit | Rit | Rit | Rit |  | 0     | 20º  |

| Legenda | 1º posto     | 2º posto | 3º posto    | A punti         | Senza punti/Non class.  | Grassetto – Pole position Corsivo – Giro più veloce |
| Legenda | Squalificato | Ritirato | Non partito | Non qualificato | Solo prove/Terzo pilota | Grassetto – Pole position Corsivo – Giro più veloce |